# I-39
I-39 — підводний човен Імперського флоту Японії, який брав участь у Другій світовій війні.

## Початок історії човна
Корабель належав до типу B1 (він же клас I-15), представники якого мали великі розміри (їх надводна водотоннажність перевищувала підводний показник океанських підводних човнів США) та могли нести розвідувальний літак або, після переобладнання, мінісубмарину для диверсійних операцій.

## Перший похід[1]
Після завершення тренувань I-39 пройшов 21—27 липня 1943-го з Йокосуки на атол Трук (центральна частина Каролінських островів), на якому ще до війни створили потужну базу японського ВМФ. 2 серпня човен рушив звідси в перший похід із завданням патрулювати в районі архіпелагу Нові Гебриди.
Понад місяць I-39 діяв у визначеному районі, де двічі виходив у атаку на ворожі судна. 2 вересня 1943-го він випустив дві торпеди по конвою, проте не поцілив, а 12 вересня торпедував та потопив буксир ВМФ США «Навахо», що вів на буксирі баржу з пальним з Самоа на Есіприту-Санто. За цей же період сам човен був тричі атакований глибинними бомбами, проте лише остання атака завдала певних пошкоджень.
27 вересня 1943-го I-39 завершив похід на Труці, де узялись за усунення бойових пошкоджень.

## Другий похід
21 листопада 1943-го човен вийшов у море з наказом протидіяти великому ворожому флоту вторгнення, який напередодні розпочав атаку на японські гарнізони на островах Гілберта. 25 листопада з I-39 надійшла радіограма про прибуття у визначений йому район патрулювання, яка стала останньою, що надійшла з цього корабля.
Незадовго до завершення 26 листопада 1943-го лінкор «Массачусетс», що брав участь у забезпеченні атаки на острови Гілберта, встановив радарний контакт із якоюсь ціллю. До останньої спрямували есмінець «Бойд», який так само встановив радарний контакт, а після втрати останнього відшукав підводний човен, що занурився, за допомогою сонара. Далі з есмінця скинули дві серії глибинних бомб та за 15 хвилин після другої з них чули потужний підводний вибух. Не виключено, що саме ця атака призвела до загибелі I-39 разом з усіма 96 особами, що перебували на борту.

## Бойовий рахунок
| Дата       | Назва    | Тип    | Тоннаж | Місце            |
| 12.09.1943 | «Навахо» | буксир | 1235   | 14°58'S 169°17'E |